# Irven Ávila
Irven Ávila (Huánuco, 1990. július 2. –) perui labdarúgó, a Sporting Cristal csatára. A Sporting Cristal csapatával 2012-ben és 2014-ben is bajnok lett.
A perui bajnokságban a 2011-es év legjobb támadójává és egyben legjobb játékosává választották.